# EPrix de Daria de 2022
O ePrix de Al-Diriyah de 2022 foram duas corridas realizadas nos dias 28 e 29 de janeiro de 2022, sendo a primeira e segunda etapas do campeonato mundial de 2021–22 da Fórmula E, categoria de monopostos totalmente elétricos regulada pela Federação Internacional de Automobilismo (FIA). Foi realizada no Circuito Urbano de Riade, na cidade de Daria, localizada a noroeste de Riade, capital da Arábia Saudita.